# Щит Джургая (фільм, 1944)
«Щит Джургая» (груз. «ჯურღაის ფარი») — грузинський радянський чорно-білий художній фільм 1944 року кінорежисерів Сіко Долідзе й Давида Ронделі.

## Сюжет
У передгір'ях Кавказу йдуть бої з німецько-фашистськими загарбниками, які прорвали фронт. На захист Кавказу рухаються підкріплення — росіяни, українці, казахи. По дорозі на фронт бійці заходять у напівзруйнований старовинний замок. Сивий старий розповідає солдатам про відважного витязя Джургая, який колись жив в замку.
Герой легенди оживає на екрані. У замку весільний бенкет. Джургай святкує своє весілля з дівчиною-пастушкою. Бенкет обривається — іноземний ворог нападає на Грузію. На чолі з Джургаєм грузинські воїни хоробро б'ються — і перемагають монгольські орди.

## Актори
- Кето Джапарідзе — актриса
- Медея Джапарідзе — Етері
- Н. Мікеладзе — молода жінка
- Дудухана Церодзе — молода жінка
- Давид Бадрідзе — лейтенант, іспанський гість
- Давид Гамрекелі — Джургай
- Михайло Гришко — Капітан
- Н. Част — Боджар
- Г. Грігорашвілі — Мамука, Цангала